# Villa San Lorenzo
Villa San Lorenzo, ou simplement San Lorenzo, est une localité argentine située dans la province de Salta et dans le département de La Caldera. Elle est une ville nichée au pied de la chaîne de montagnes orientale des Yungas, à une altitude de 1 450 mètres d'altitude, dans le département de la capitale de la province de Salta, dans le nord de l'Argentine. Avec 194 km2, la ville est située au pied de la Quebrada de San Lorenzo et est traversée par la rivière San Lorenzo. Elle compte environ 15 000 habitants, une population qui double en été en raison du nombre de touristes qui viennent passer l'été dans la ville.
Elle est reliée par autoroute à la ville de Salta par la route provinciale 28, dont elle n'est distante que de 10 km. Cette route dispose d'une piste cyclable, d'une piste d'aérobic et d'un service de transport urbain de passagers fréquent, ce qui en fait une excellente alternative pour le sport et un hébergement pour ceux qui recherchent la tranquillité à proximité de la ville. De même, sans accéder à la ville de Salta et par le biais du périphérique ouest, il communique avec l'aéroport international Martín Miguel de Güemes, à 20 km du village.

## Climat et biodiversité
Dotée d'une flore saisissante, la localité se caractérise par un microclimat avec des étés doux et une biodiversité qui compte plus de 200 espèces d'arbres et d'animaux, notamment des oiseaux. San Lorenzo possède une importante variété d'arbres et de fleurs caractéristiques de la jungle de montagne, principalement des ceibos. La présence quasi constante de nuages est une caractéristique de cet environnement. Le phénomène est produit par la baisse de température de l'air chargé d'humidité qui s'élève à travers les chaînes de montagnes. L'humidité élevée favorise le développement de la végétation de la jungle.
Trois niveaux de végétation prédominent : la forêt pedemontane (450 à 800 mètres), la forêt montagnarde (550 à 1600) et les forêts montagnardes (1600 et 2500).